# Timmertjärnen (Burträsks socken, Västerbotten)
Timmertjärnen är en sjö i Skellefteå kommun i Västerbotten och ingår i Rickleåns huvudavrinningsområde. Sjön har en area på 0,0532 kvadratkilometer och ligger 251,3 meter över havet.

## Delavrinningsområde
Timmertjärnen ingår i det delavrinningsområde (716244-169978) som SMHI kallar för Utloppet av Lill-Krokvattnet. Medelhöjden är 256 meter över havet och ytan är 7,27 kvadratkilometer. Det finns ett avrinningsområde uppströms, och räknas det in blir den ackumulerade arean 8,93 kvadratkilometer. Tallån (Långträskån) som avvattnar avrinningsområdet har biflödesordning 2, vilket innebär att vattnet flödar genom totalt 2 vattendrag innan det når havet efter 93 kilometer. Avrinningsområdet består mestadels av skog (47 procent) och sankmarker (33 procent). Avrinningsområdet har 1,37 kvadratkilometer vattenytor vilket ger det en sjöprocent på 18,9 procent.